# Cost of Living (Rick Wakeman)
Cost of Living è un album in studio da solista del tastierista britannico Rick Wakeman, pubblicato nel 1983.

## Tracce
1. Twij – 1:20
2. Pandamonia – 3:58
3. Gone But Not Forgotten – 3:43
4. One for the Road – 4:44
5. Bedtime Stories – 4:23
6. Happening Man – 3:35
7. Shakespeare Run – 3:27
8. Monkey Nuts – 3:26
9. Elegy - Written in a Country Churchyard – 8:24

## Formazione
- Rick Wakeman - tastiera
- Hereward Kaye - voce
- Jackie McAuley - chitarra
- John Gustafson - basso
- Robert Powell - narrazione (9)
- Tim Rice - testi
- Tony Fernandez - batteria, percussioni